# 江迎郵便局
江迎郵便局（えむかえゆうびんきょく）は、長崎県佐世保市江迎町にある郵便局。民営化前の分類では集配特定郵便局であった。

## 概要
住所：〒859-6199 長崎県佐世保市江迎町長坂172番地8
佐世保市江迎町の中心街、長坂地区にある。

## 沿革
- 1874年（明治7年）12月16日 - 江迎郵便取扱所として開設[1]。
- 1875年（明治8年）1月1日 - 江迎郵便局（五等）となる。
- 1891年（明治24年）1月1日 - 貯金取扱を開始[2]。
- 1891年（明治24年）2月21日 - 為替取扱を開始。
- 1899年（明治32年）12月1日 - 小包取扱開始。
- 1900年（明治33年）3月10日 - 電信取扱開始。
- 1911年（明治44年）12月1日 - 電話業務取扱開始。
- 1900年（明治33年）3月1日 - 江迎郵便電信局となる。
- 1903年（明治36年）4月1日 - 通信官署官制の施行に伴い江迎郵便局となる。
- 1952年（昭和27年）4月1日 - 江迎電報電話局の新設により同局に電信電話業務を分離[3]。
- 1956年（昭和31年）10月1日 - 電話通話および和文電報受付事務の取扱を開始[4]。
- 1968年（昭和43年）5月27日 - 現在地に新築移転。
- 1997年（平成9年）1月1日 - 局名の読みを「えむかい」から「えむかえ」に変更。
- 2007年（平成19年）10月1日 - 民営化に伴い、郵便事業佐世保支店江迎集配センターに一部業務を移管。
- 2012年（平成24年）10月1日 - 日本郵便株式会社発足に伴い、郵便事業佐世保支店江迎集配センターを江迎郵便局に統合。

## 取扱内容
- 郵便、印紙、ゆうパック、内容証明
- 貯金、為替、振替、振込、国際送金、国債
- 生命保険、バイク自賠責保険
- ゆうちょ銀行ATM
- 佐世保市内の一部地域（旧・北松浦郡江迎町域）の集配業務

## 周辺
- 佐世保市役所 江迎行政センター（旧江迎町役場）
- 長崎県警 江迎警察署
- 佐世保市立江迎小学校
- 国道204号
- 江迎川

## アクセス
- 松浦鉄道西九州線 江迎鹿町駅から徒歩約13分
- 西肥バス 江迎バスセンター下車
- 駐車場あり：4台